# Астрадамовка
Астрадамовка (чув.Сартунккă) — село в Сурском районе Ульяновской области. Административный центр Астрадамовского сельского поселения.

## География
Расположено в северо-западной части Ульяновской области, на левом берегу реки Большая Якла, в 125 км от города Ульяновск, в 50 км от районного центра Сурское.

## Название
Относительно названия села нет единого мнения.
По одной из версий, название села возникло, предположительно, на основе личного имени.
По другой версии, по царской милости, некоторые земли, в том числе и место будущей Астрадамовки, были отданы во владение помещице Астрадамовой с разрешением ловить беглых и заселять пустынное место.
Чувашская народная этимология относит фамилию Астрадамов к русскому и возводит к Астер адам - А́стра (от греч. αστερ — звезда: лат. Aster - звезда) и адам (этем) - человек.

## История
Село Астрадамовка Астрадамовской волости Алатырского уезда при речке Якла, в одном из первых воспоминаний о селе (документальных) относится к 1647 году.
По поводу основания Астрадамовки существует предание, которое гласит, что народ, населивший её — это «сбродный» люд: переселенцы, беглые, даже поляки и донские казаки, оттого здесь до сих пор существуют фамилии Поляковых и Казаковых.
В 1780 году, при создании Симбирского наместничества, село Астрадамовка, помещиковых крестьян, вошло в состав Тагайского уезда. С 1796 года в составе Алатырского уезда Симбирской губернии.
В 1807 году прихожанами был построен каменный тёплый храм, обнесенный деревянной оградой. Престолов в нём два: главный во имя Живоначальной Троицы и придельный в честь Покрова Пресвятой Богородицы. Недалеко от храма на площади есть деревянная часовня. Затем в селе была построена ещё церковь и единоверческая церковь. Кроме того, здесь было 4-классное городское училище, приемный покой, волостное управление, почтово-телеграфная контора.
С 1 по 8 сентября проходила ярмарка, а по субботам — базар, где шел большой хлебный торг.
В селе существовало 5 солодовых заводов.
В 1859 году Астрадамовка в составе Алатырского уезда Симбирской губернии, в котором был 321 двор, 2237 человек обоего пола, в том числе 100 человек городских сословий. Крестьяне здесь большей частью промышленники или торговцы, поэтому в земле не нуждались. В селе имелись православная церковь, еженедельный базар и кожевенное заведение.
Садов в Астрадамовке не было, огороды небольшие, овощи привозили из других селений.
Постоялых дворов было мало, но почти в каждом доме пускали на ночлег за плату хлебом.                                                                                                                      
Около 100 семей в Астрадамовке шили голицы, чеботы, сапоги. В Астрадамовке было 3 сальносвечных заведения, одно из них довольно значительное, с ежегодным оборотом тысячи в две серебром. Свечи изготовлялись белые, без запаха, но по качеству уступали казанским.
В Астрадамовке существовало 9 питейных заведений, а также трактир. Открывался он только в базарные дни для приезжих.
Во второй половине XIX века из города стали поступать промышленные товары, ранее не бывавшие в употреблении. В обиходе появились швейные машинки, лампы, самовары.
Последним владельцем Астрадамовки, перед отменой Крепостного права, была Варвара Петровна Бибикова. Она владела в 1860 году 1003 крепостными мужского пола.
В 1866 году было открыто мужское начальное училище. Учителем был дьячок приходской церкви. Жалованье ему за преподавание не платилось, но жители выстроили избу, в которой жил учитель и помещалось само училище. Девочек отдавали в ученье к мастерицам.
Народ села был очень набожен. В пост усердно говели, отмаливали грехи. Пасху встречали выбеленными стенами, выскобленными полами, по мере сил справляли обновки.
На 1903 год в селе было две школы: мужская земская и женская земская. 

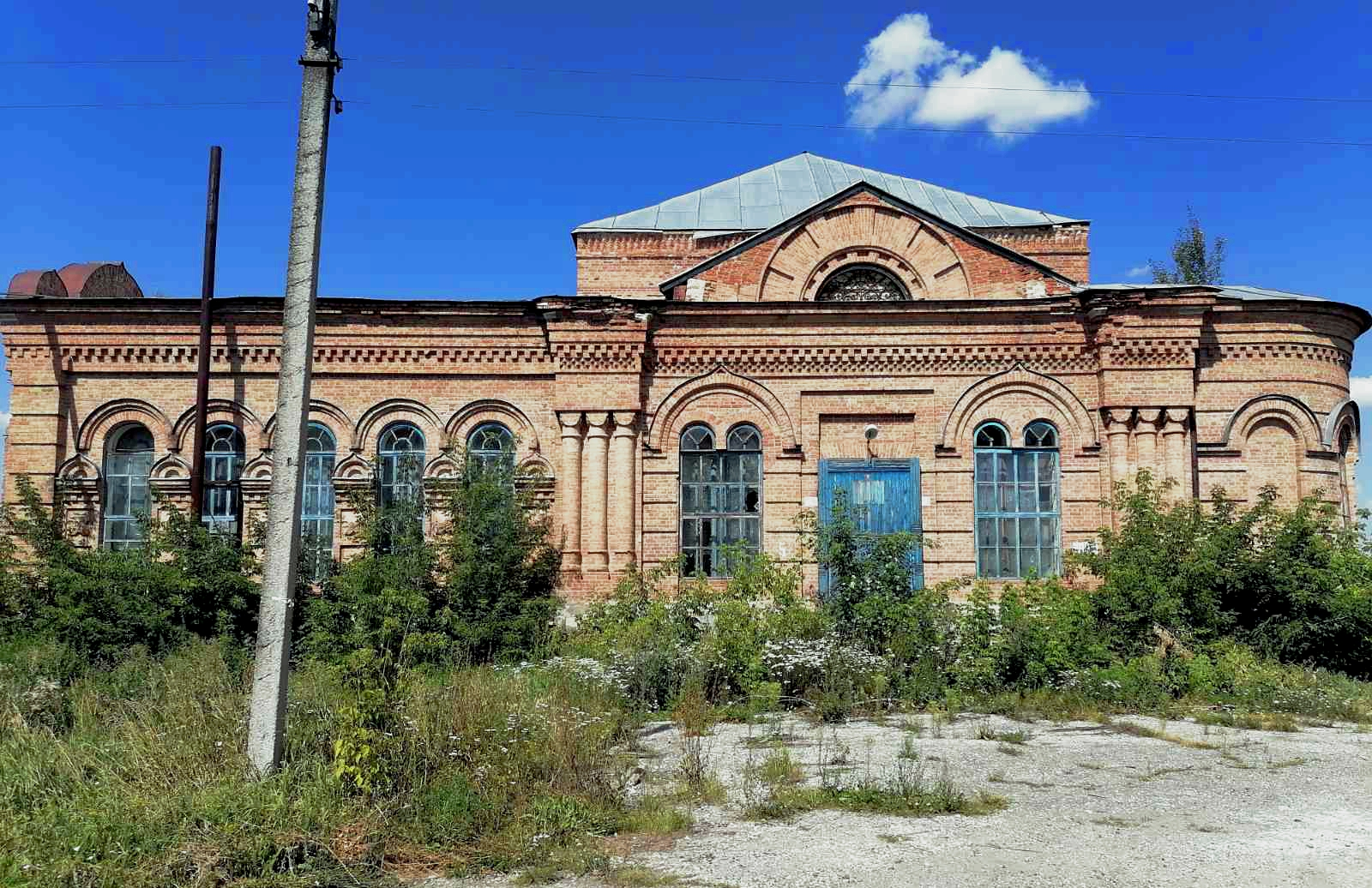
Церковь Покрова Богородицы (1867).

В начале XX века заметно было развитие искусства. В 1905 году была организовала группа любителей театра (драматический кружок). Пьесы в исполнении этой группы пользовались большой популярностью. После Октябрьской революции культурный уровень села значительно вырос.                                                                                                                                                           
В 1916 году в селе были: 1 столяр, 3 пильщика, 1 валяльщик обуви, 2 красильщика, 17 хозяев и 11 рабочих кожевников, 31 шорник, 27 кузнецов, 3 слесаря, 4 портных, 158 сапожников, 2 шапочника, 1 фотограф, 164 кирпичника, 1 человек занимался производством саней, 1 — сматыванием пряжи, 2 — выделкой шерстяных струн. Естественно, что они работали не только в своем селе, многие уходили в отхожие промыслы.
Купцы в Астрадамовке строили лавки и преуспевали в торговле. Астрадамовский базар был известен далеко за пределами Симбирской губернии. Сюда приезжали на базар из Удмуртии, Мордовии, Чувашии, Татарии. Здесь можно было купить шкуры, сало, валяные сапоги, платки, льняное семя, скот, масло растительное и животное. Особый ряд занимали колесники и бондари.

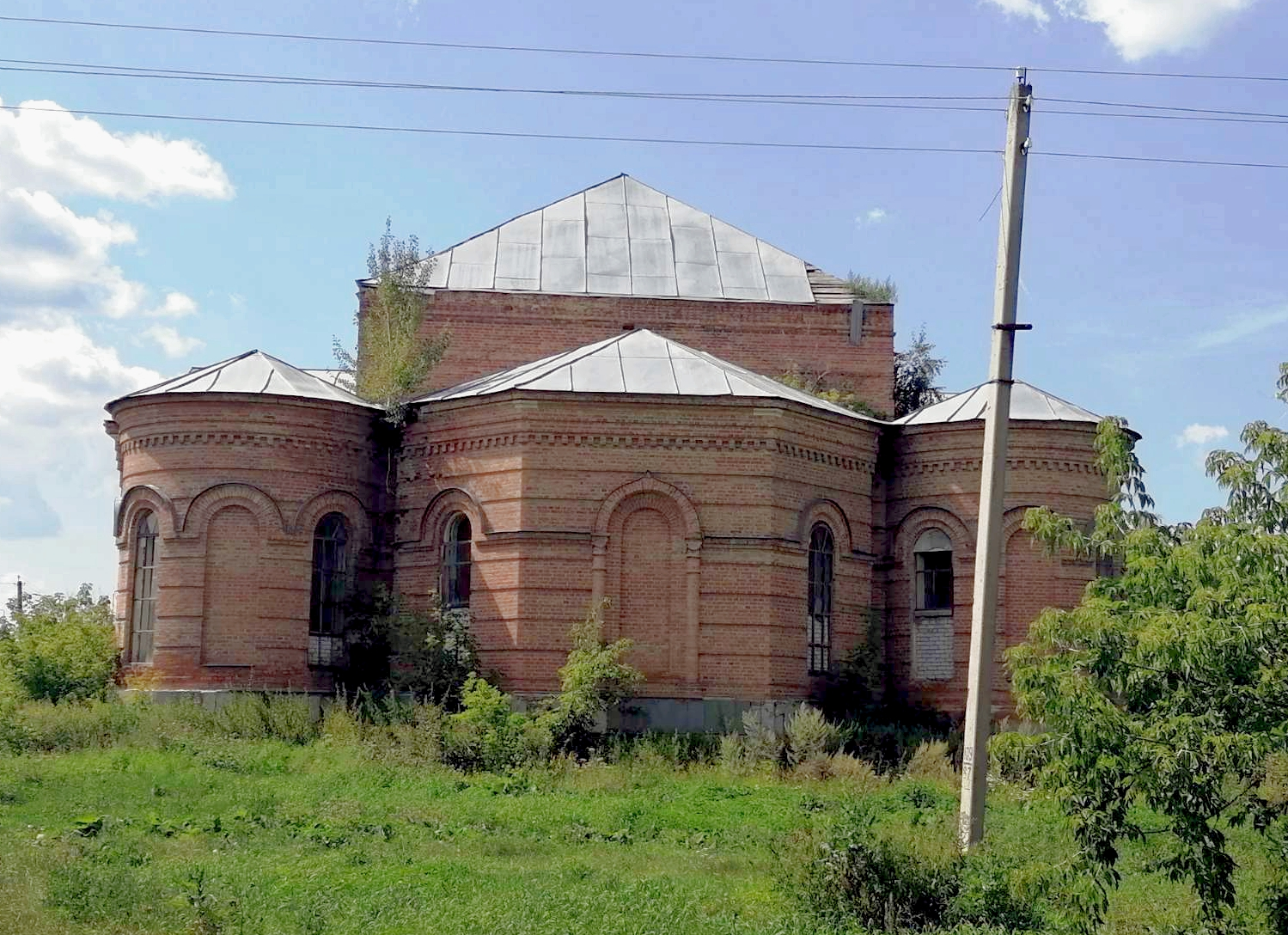
Церковь Покрова Богородицы.

На реке Якле была построена мельница, принадлежащая помещице. Рыбы в реке было очень мало, вода — жестковата. Поэтому обыватели покупали воду из ключа за плату.                                                                                                                                                          
В 1928 году Астрадамовка стала центром Астрадамовского района, в составе Ульяновского округа Средне-Волжской области (с 1929 года — края). в 1931 году упразднён.
В 1939 году Астрадамовка вновь становится районным центром (в 1960 году упразднён). В селе открывается средняя школа, районная библиотека, районный дом культуры.
Во время Великой Отечественной войны на фронт были призваны 228 астрадамовцев. 178 человек из них погибли и пропали без вести.
Жители Астрадамовки сдавали средства на строительство танковых колонн, эскадрильи самолётов, в фонд обороны вносили деньги, облигации, вещи, продукты. Основная тяжесть легла на женские плечи, на стариков и подростков. Это они сели за рычаги тракторов, комбайнов и выполняли все сельскохозяйственные работы.
В 1949 году колхозники приступили к выполнению государственного плана преобразования природы. Успешно был выполнен 3-летний план развития животноводства.
В 1952 году колхоз «Страна Советов» был объединен с Лебедевским колхозом им. Ленина. В колхозе стало 2696 га. земли, на ферме колхоза имелось 210 голов крупнорогатого скота, 380 голов овец, 102 головы лошадей, 63 свиньи, 1313 штук птиц. На полях работало 9 тракторов.
10 апреля 1958 года в Астрадамовке сгорело здание райкома.
В 1960 году был создан колхоз «Астрадамовский». В него вошли сёла: Астрадамовка, Лебедевка, Утесовка, Аркаево, Большой Кувай, Малый Кувай, Покровка, Уса, Богдановка, Никитино, Александровка. В совхозе было: 1371 человек, 10531 га посевной площади, 68 тракторных сеялок, 33 плуга, 43 культиваторных тракторов, 23 рядовых жаток, 51 трактор, 55 машин, 27 зерновых комбайнов, 15000 га всей площади.
С 2005 года административный центр Астрадамовского сельского поселения.                                                                                                                                       
13 июля 2020 года, на церемонии присвоения имени Героев школе, приняли участие Губернатор ордена Ленина Ульяновской области Морозов Сергей Иванович, Первый заместитель Председателя Правительства Ульяновской области Андрей Сергеевич Тюрин (выпускник Астрадамовской средней школы), Министр образования и науки Ульяновской области Наталья Владимировна Семенова, Заместитель Председателя Законодательного Собрания Ульяновской области Василий Анатольевич Гвоздев, Глава администрации МО «Сурский район» Дмитрий Владимирович Колгин, внучатая племянница Героев Советского Союза братьев Паничкиных Антонина Михайловна Никифорова.

## Население
- В 1780 году — 434 ревизских душ[3].
- В 1859 году в Астрадамовке был 321 двор, в котором жило 2237 человек[5].
- На 1903 год  — в 373 дворах жило: 1063 м. и 1226 ж[6].
- В 2010 году — 866 человек.

## Инфраструктура
С 1949 году на территории Астрадамовки имеются: клуб, устроенная в бывшей церкви, средняя школа имени Героев Советского Союза братьев Паничкиных (на 668 человек), больница на 35 коек, райисполком, районный дом культуры, кинотеатр, МТС, мельница, почта, телеграф, детский сад, ясли, эпидемстанция, инкубатор, библиотека, колбасная, парикмахерская, ресторан, закусочная, чайная, книжный магазин, продовольственные и промышленные магазины.

## Уроженцы и жители села
- Морозов, Иван Константинович — участник Великой Отечественной войны, Герой Советского Союза (1943 г.)
- Цветков, Иван Евменьевич — русский меценат и известный коллекционер живописи. Основатель частной картинной галереи.
- Паничкин, Михаил Степанович — Герой Советского Союза (1946), учился в местной школе.
- Паничкин, Николай Степанович — Герой Советского Союза (1946), учился в местной школе.
- Баннов Андрей Игоревич (08.05.1993 — 27.05.2015) — младший сержант полиции, трагически погиб в Москве при исполнении служебного долга во время задержания преступника. Представлен к награждению орденом Мужества (посмертно).

## Достопримечательности
- В Астрадамовской средней школе имени Героев Советского Союза братьев Паничкиных в 2006 году был открыт музей «Энциклопедия российской жизни» Н. В. Нарышкина[8].
- Памятник погибшим воинам (1984 г.)[9]
- Церковь Покрова Богородицы (1867) — памятника регионального значения[10][11][12].
- Храм Покрова Пресвятой Богородицы (2001)[13]

## Галерея

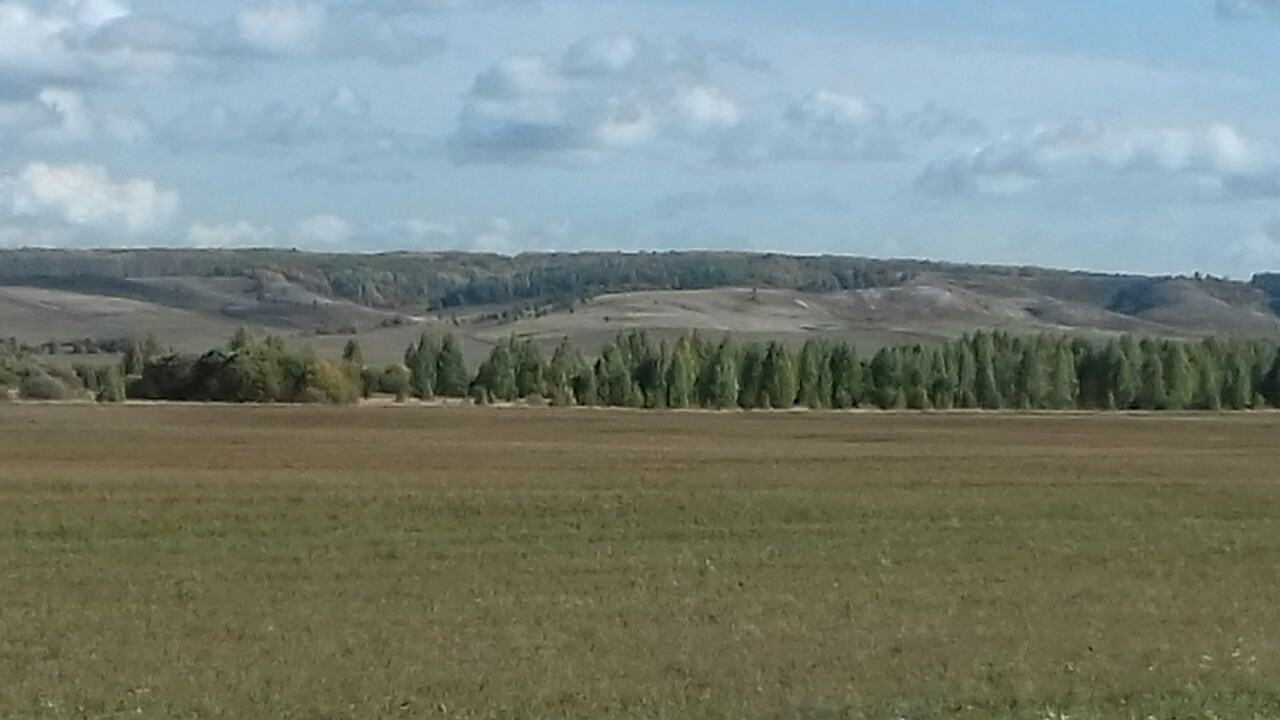
Вид на поля Астрадамовки.
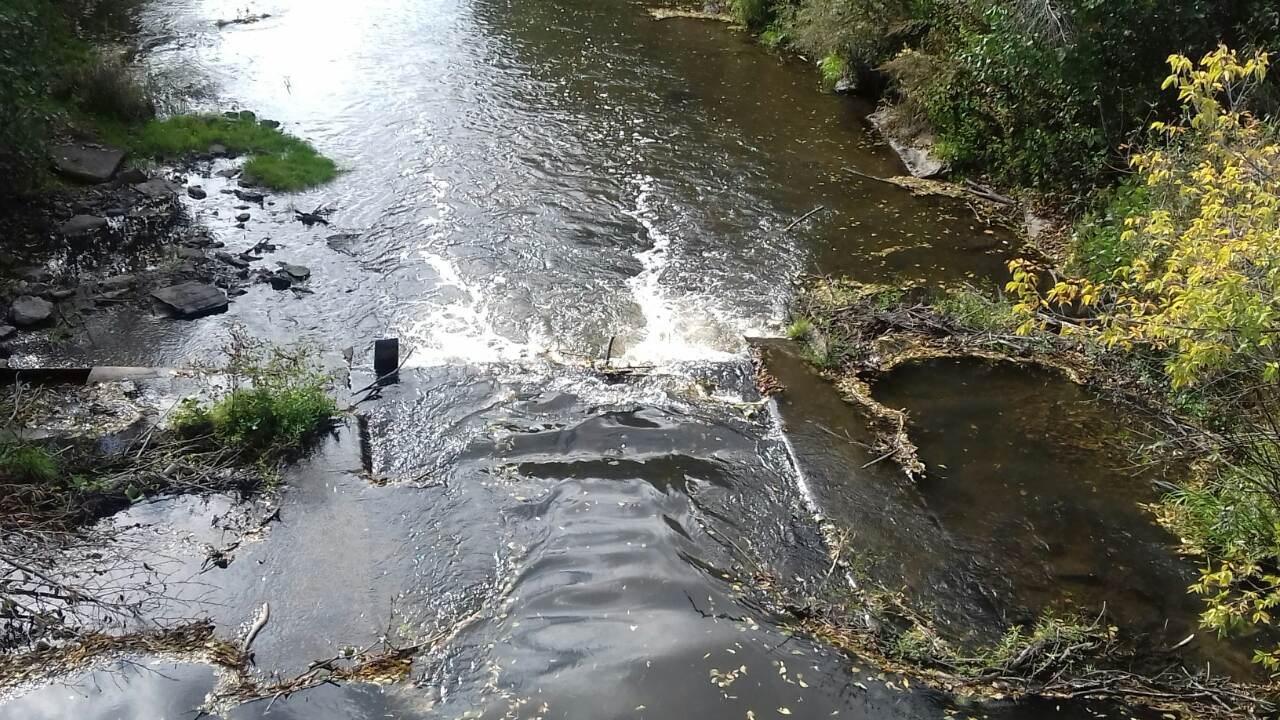
Речка Большая Якла.
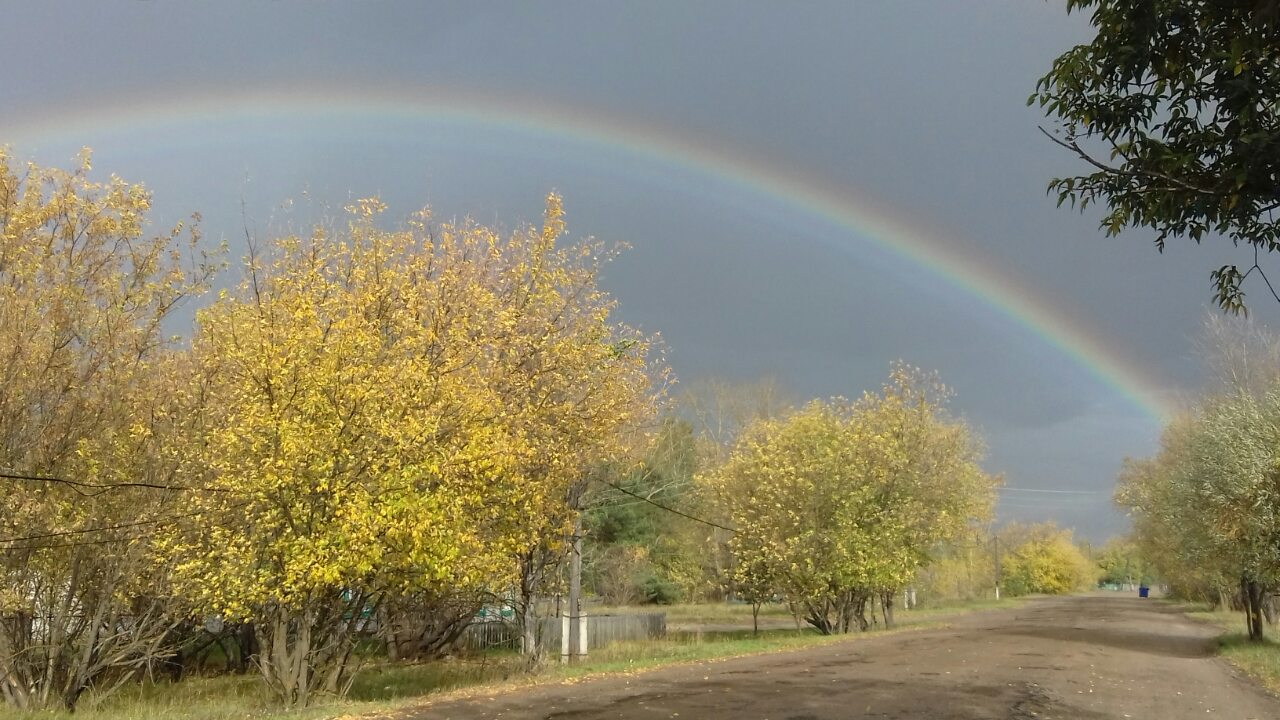
Дорога на Астрадамовку.
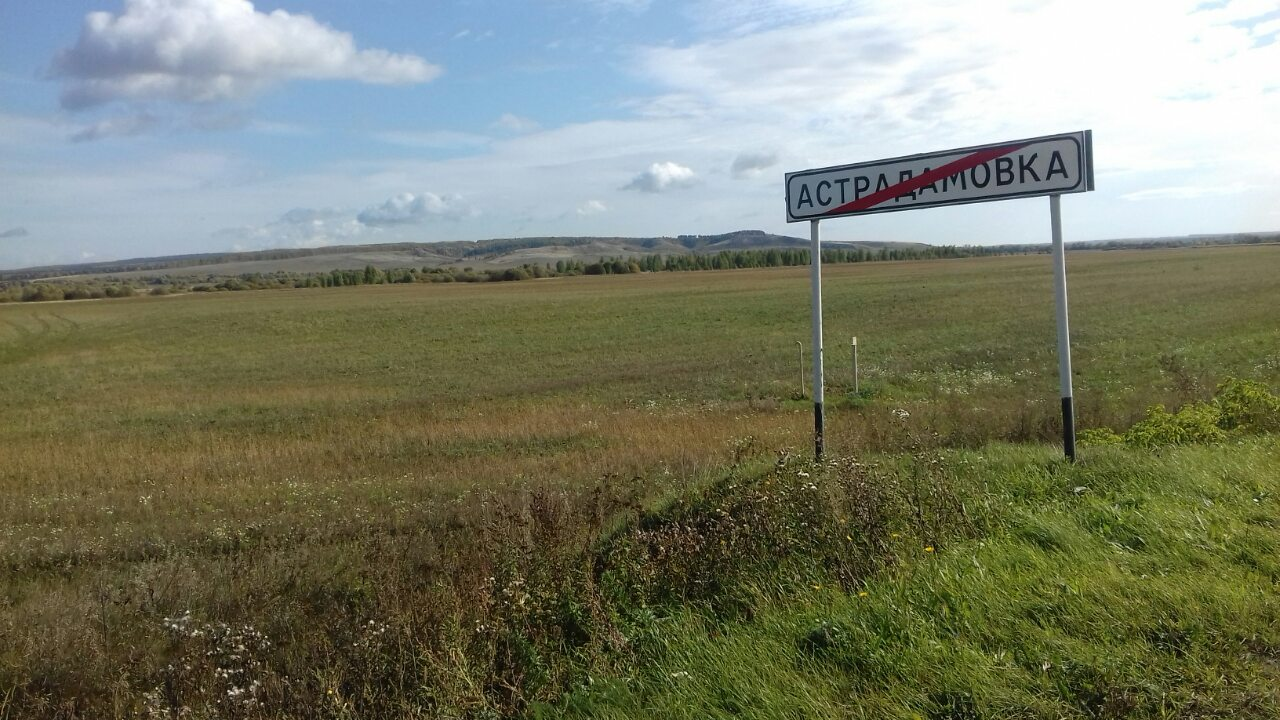
Дорожный знак.
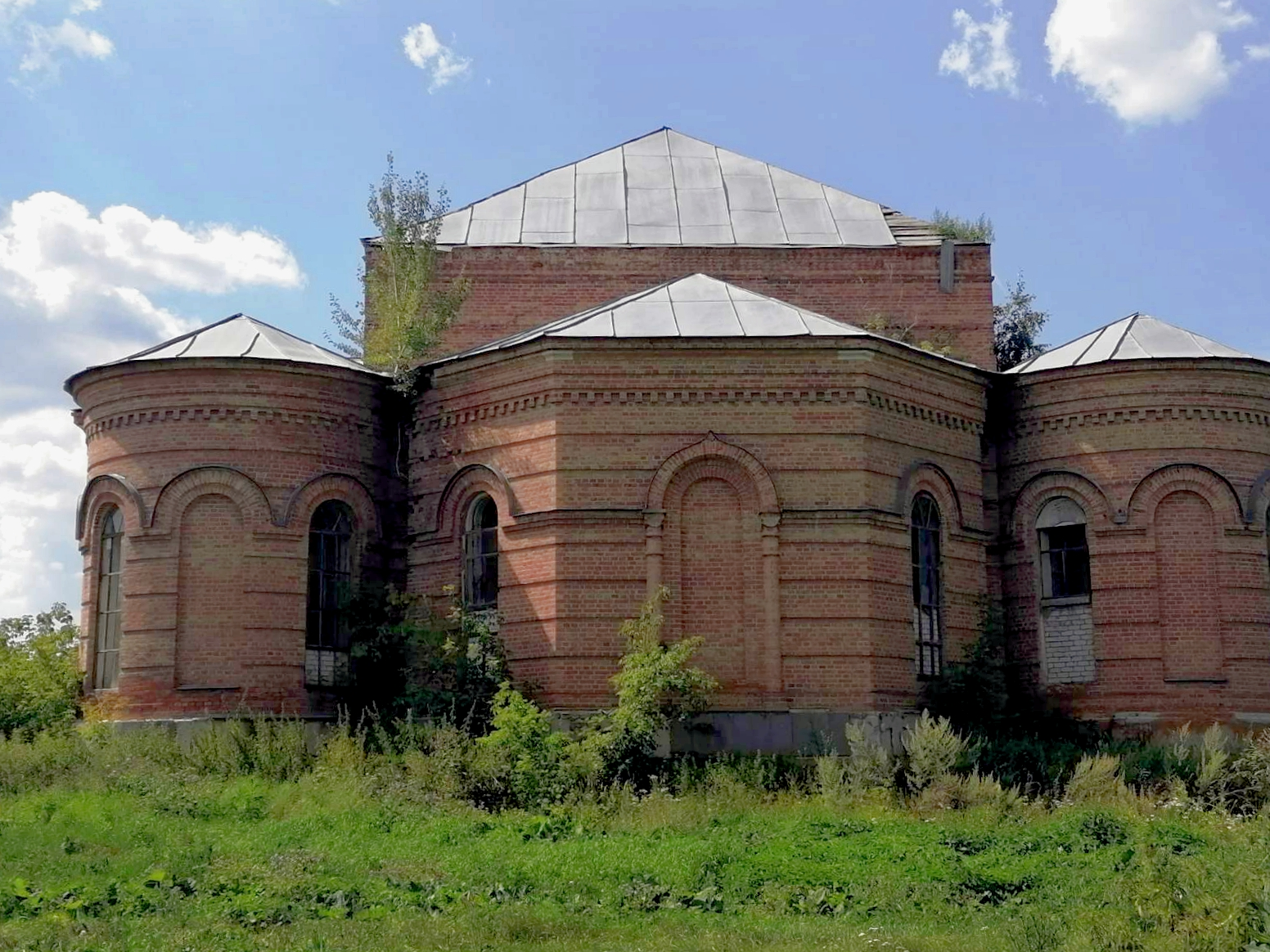
Церковь Покрова Богородицы (1867).